# Czarnia (comune)
Czarnia è un comune rurale polacco del distretto di Ostrołęka, nel voivodato della Masovia.
Ricopre una superficie di 92,53 km² e nel 2004 contava 2 635 abitanti.